# Get-Björkeholms grunden
Get-Björkeholms grunden är en ö nära Nötö i Nagu,  Finland. Den ligger i Skärgårdshavet i Pargas stad i den ekonomiska regionen  Åboland i landskapet Egentliga Finland, i den sydvästra delen av landet. Ön ligger omkring 3 kilometer nordost om Nötö, 26 kilometer söder om Nagu kyrka, 59 kilometer söder om Åbo och omkring 170 kilometer väster om Helsingfors. Närmaste allmänna förbindelse är förbindelsebryggan vid Nötö som trafikeras av M/S Eivor.
Öns area är 0,6 hektar och dess största längd är 130 meter i nord-sydlig riktning.